# Гайдідей Юрій Борисович
Юрій Борисович Гайдідей (2 лютого 1945 р., Київ  — 30 жовтня 2019, Київ) — український фізик-теоретик, доктор фізико-математичних наук (1984), професор (1994). Лауреат Державної премії УРСР в галузі науки і техніки (1977), лауреат Премії НАН України імені О. С. Давидова (2019).

## Біографія
Народився 02.02.1945 р. у Києві. Закінчив з відзнакою Київський державний університет ім. Т. Г. Шевченка (фізичний факультет) у 1967 р.
- 1967—1970 — Навчався в аспірантурі Інституту теоретичної фізики АН УРСР. Науковий керівник — академік Давидов Олександр Сергійович
- 1970—2019 — Працював в Інституті теоретичної фізики імені М. М. Боголюбова НАН України.
- 18.06.1971 — Кандидат фізико-математичних наук. Спеціальність: Теоретична фізика
- 20.04.1984 — Доктор фізико-математичних наук. Спеціальність: Теоретична фізика
- 1987—1995 — Завідувач відділу теорії багаточастинкових систем Інституту теоретичної фізики НАН України.
- 16.09.1994 — Професор
- 1995—2005 — Головний науковий співробітник відділу нелінійної фізики конденсованого стану
- 2005—2016 — Завідувач відділу квантової електроніки
- 2016—2019— Завідувач відділу теорії нелінійних процесів в конденсованих середовищах[2]

Помер 30.10.2019 у Києві.

## Наукова діяльність
Основні наукові праці — у галузі теорії твердого тіла, фізики магнітних явищ, фізики нелінійних явищ в конденсованих середовищах.
Автор понад 200 наукових робіт.
Наукові дослідження стосувалися:
1) фізики елементарних збуджень у кріокристалах і молекулярних системах (екситони, біекситони та поліекситони в кріокристалах, транспорт енергії та заряду в низьковимірних молекулярних системах);
2) теорії нелінійних і кооперативних процесів у конденсованих середовищах (солітони в дискретних молекулярних системах, ефекти далекосяжної взаємодії в динаміці солітонів, стабілізація нелінійних збуджень у невпорядкованих середовищах, нелінійний транспорт іонів через канали біомембран, конформаційні перетворення в біомолекулах, індуковані взаємодією заряд — кривина);
3) динаміки збуджень у молекулярних системах та наносистемах зі складною геометричною структурою (керована динаміка магнітних вихорів у наномагнетиках, утворення періодичних вихор — антивихорових структур у магнітних плівках і дротах під дією спін-поляризованих електричних струмів, топологічні магнітні солітони у викривлених феромагнітних плівках).

## Нагороди, почесні звання
- Державна премія Української РСР в галузі науки і техніки (1977).[6]
- Премія імені О. С. Давидова НАН України (2013)
- Відзнака НАН України «За підготовку наукової зміни» (2015).[1]
- Пам'ятна відзнака на честь 100-річчя Національної академії наук України (2018)
- Почесний професор Інституту теоретичної фізики ім. М. М. Боголюбова НАН України (2019)[5]